# Шубиц, Юрий
Юрий Шубиц (словен. Jurij Šubic; 1855 — 1890) — словенский художник, один из представителей словенского академизма.

## Биография
Родился 13 апреля 1855 года, брат Янеза Шубица.
Учился в Академии художеств в Вене в 1873—1879 годах. В 1880 году ездил во Францию, был в Париже и Нормандии. В тот же период познакомился с Генрихом Шлиманом, который доверил ему оформление интерьеров его афинского дома «Илиу Мелатрон». В 1883 году снова посетил Париж, где выставлялся в Салоне. Затем работал в Любляне, периодически выезжая в Париж. Посещал своего брата в Кайзерслаутерне. В августе 1890 года заключил договор на роспись зала в замке Raschwitz недалеко от Лейпцига, где умер во время работы 8 сентября 1890 года.

## Труды
Развивался художник в своем творчестве от академизма к пленэрной живописи. Также писал портреты и жанровые картины.

Некоторые работы
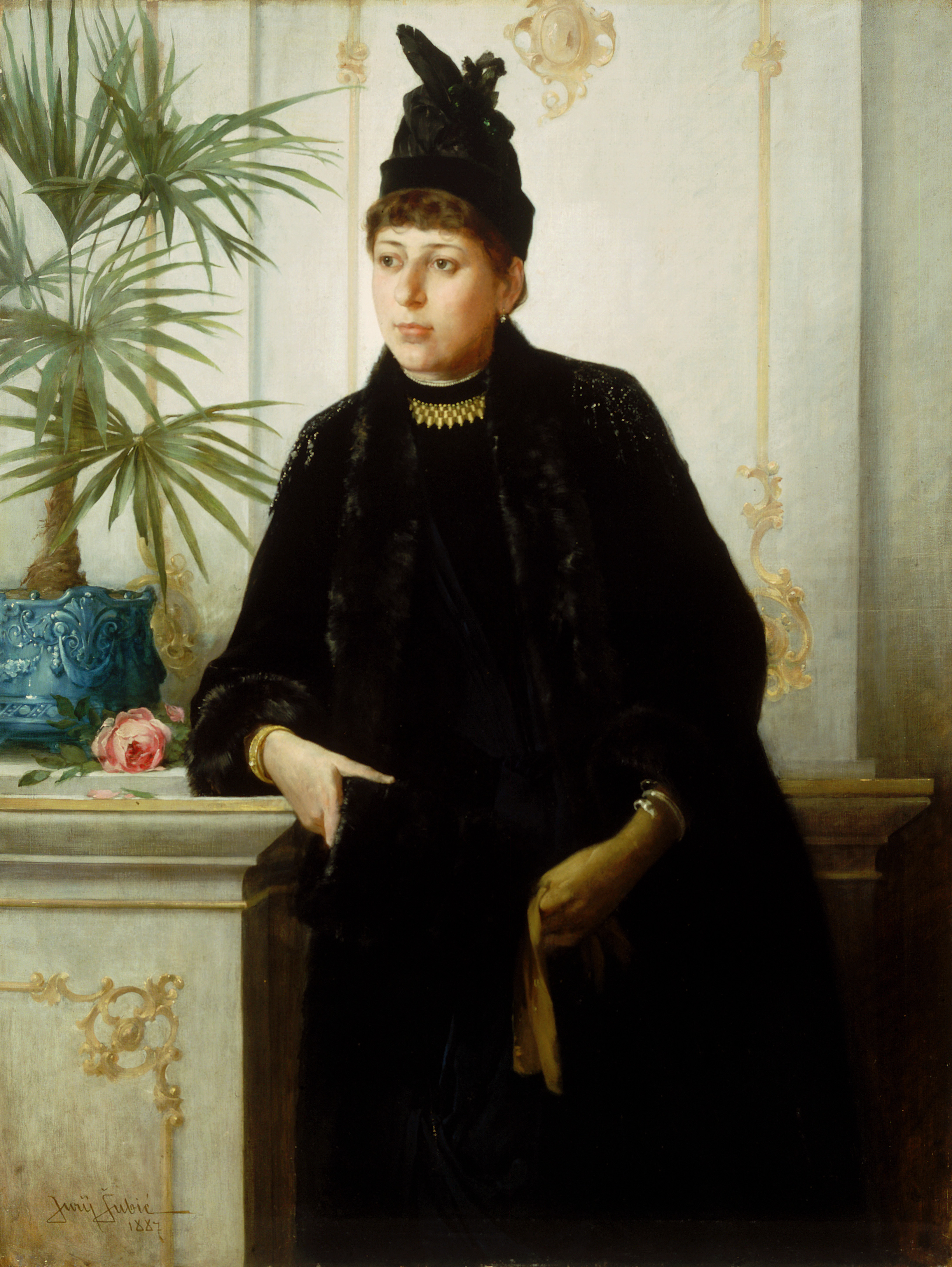
Franja Tavčar
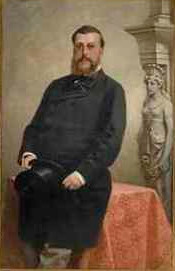
Viktor Smole
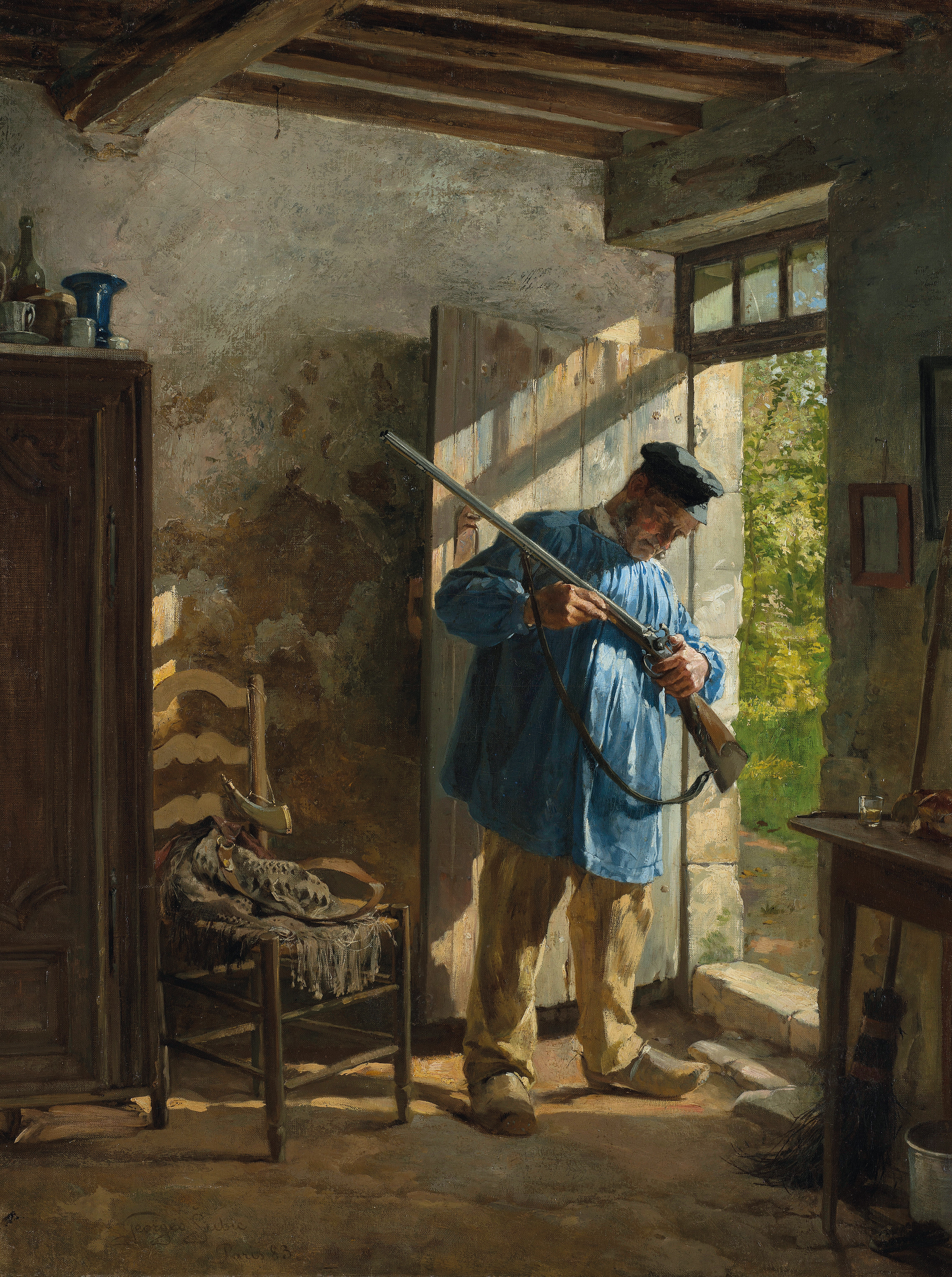
Pred lovom